# Фукс Павло Якович
Павло Якович Фукс (27 жовтня 1971 , Харків ) — підсанкційний російський та український олігарх, засновник девелоперської компанії Mos City Group, бізнес-магнат. Громадянин Росії та України.
За даними ФБР, Фукс є «кооптованим активом» російської розвідки.

## Життєпис

### Ранні роки, освіта
Народився 27 жовтня 1971 року в Харкові. 1994 року закінчив Харківський університет будівництва й архітектури (спеціальність «Економічне та соціальне планування» факультету «Фінанси та кредит»).
1997—2003 — навчався на заочному відділенні Російської економічної академії ім. Плеханова (факультет «Світова економіка»).

### Бізнес

#### Росія

##### 1990-ті
Довгий час жив і працював у Росії — у сфері фінансів, оптовій торгівлі, девелоперському бізнесі. В 1992—1994 роках був радником гендиректора радянсько-американського підприємства «Торговий дім Інтрада».
З 1995 по 1999 рік був радником голови правління АКБ «Промінвестбанк». У 1999—2000 роках — віце-президентом ЗАТ «Зовнішньоекономічна корпорація».

##### Девелоперський бізнес. Mos City Group
На початку 2000-х прийшов у девелоперський бізнес. Серед перших проектів — торговий центр «Калузький» (починаючи з 2001 року). У тому ж році разом з главою «Інгеокома» Михайлом Рудяком заснував компанію «Інгеоком-інвест» і став головою ради директорів (до 2004 року). У 2004—2006 роках — генеральний директор власної компанії ЗАТ «Техінвест».
У 2006 році заснував компанію Mos City Group (MCG). Яка до початку 2008 року зібрала портфель проєктів близько 7 млн м² (зокрема, хмарочоси у «Москва-Сіті» — а саме «Імперія» (280 тис. м²) та «Євразія» (211 тис. м²)) і стала однією з найбільших девелоперських компаній РФ.
Восени 2007 року MCG придбала готель «Аеростар» на Ленінградському проспекті в Москві. MosCityGroup була міноритарним власником ВАТ Спортивний комплекс «Олімпійський» і претендувала на покупку частки міста Москва в спорткомплексі. З 2009 року Фукс входив до ради директорів СК «Олімпійський». Але в травні 2014-го продав свої 27,5 % акцій спорткомплексу «Олімпійський» Дмитру Шумкову.

##### Інші проєкти
У 2008 році увійшов до складу Російського союзу промисловців і підприємців. У червні того ж року вів переговори з екс-президентом США Дональдом Трампом про будівництво Trump Tower в Москві, але до взаємовигідної угоди бізнесмени так і не прийшли.
З 2010 року був мажоритарним акціонером Совкомбанку з пакетом 21,83 %. У березні 2015 року він продав свій пакет акцій, який був оцінений в $80 млн. При покупці Фуксом «Совкомбанк» знаходився на 98-му місці в рейтингу російських банків RAEX, а на момент продажу перемістився на 19-е місце і входив в топ-5 за прибутку на капітал.

#### Україна

##### Поява
Українськими активами олігарх почав цікавитися після Євромайдану і початку російської агресії. «Він з'явився в Україні активно десь 2015 року», — стверджує головний редактор РБК-Україна Сергій Щербина. За словами самого Фукса, Україну він «ніколи не покидав». Як і в РФ, сфера інтересів Фукса в Україні — девелоперський і банківський бізнес та нафтогазова галузь.

##### «Голден Деррік»
У 2015—2017 роках кіпрський офшор Hartlog Limited, бенефіціаром якого за даними Центру протидії корупції РФ є Павло Фукс, викупив у Едуарда Ставицького 67 % акцій компанії «Голден Деррік». Згодом цю компанію перейменували в ТОВ «Іст Юроуп Петролеум». Часткою в 33 % статутного капіталу володіла Національна акціонерна компанія «Надра України». Державна служба геології та надр України (власник «Надр України») 2017 року передала «Іст Юроуп Петролеум» 16 ліцензій на газові родовища. В офіційній заяві «Надра України» наголосили, що за весь час участі в частці «Голден Дерріка», а потім в «Іст Юроуп Петролеум» компанія не отримувала жодних дивідендів і не впливала на діяльність.
Громадський резонанс викликала інформація про повну передачу «Надрами України» своєї частки, що залишилася (33 % компанії), «Авант Трейд Лімітед», яку також стійко пов'язують з Павлом Фуксом. У заяві «Надр України» була вказана ціна продажу — 12 млн гривень. Сам Фукс заперечив, що купив «Голден Деррік». Проте, за його словами, він цікавився цією компанією і «досі дивиться на її активи». «Так, я розглядаю придбання окремих ліцензій і, найімовірніше, якісь із них придбаю», — заявив він журналістам, додавши, що у 2019 році планує купити «три-чотири ліцензії і буде орієнтуватися на висновки геологів».
За даними журналістських розслідувань, «Іст Юроуп Петролеум» контролюється Павлом Фуксом, але опосередковано, через ланцюжок компаній-«прокладок». Так, наприкінці 2017 року «Голден Деррік» «заснувала в Києві півтора десятка компаній, які вказують основним видом своєї діяльності розвідувальне буріння та видобуток вуглеводнів». Згодом «Іст Юроуп Петролеум» планувала передати одну-дві ліцензії на видобуток газу кожної з цих компаній з подальшою метою повного продажу активів.
За даними журналістського запиту, в листопаді 2018 року Генпрокуратура України передала в Національну поліцію кримінальне провадження за фактом незаконної видачі спецдозволів на користування надрами України з боку Держгеонадр. У квітні 2018 року суд дозволив ГПУ провести виїмку документів в «Іст Юроуп Петролеум». Крім неї, у провадженні фігурує компанія «Аркона Газ Енергія».
18 червня 2021 року через причетність до «Голден Деррік» проти Фукса запроваджено санкції РНБО.

##### Газовий бізнес колишніх членів команди Януковича
У Юрія Бойка структури Фукса повністю викупили «ДВ Нафтогазовидобувна компанія» і 51 % акцій компанії «Девон».

##### Партнерство з Коломойським та Хомутинніком
Разом із Ігорем Коломойським та Віталієм Хомутинніком Павло Фукс є співвласником (18 %) однієї з найбільших українських газовидобувних компаній «Укрнафтобуріння» вартістю $500 млн.
7 квітня 2023 року Печерський районний суд міста Києва наклав арешт на корпоративні права газовидобувної компанії «Укрнафтобуріння». Рішенням цього ж суду 11 квітня активи компанії передано в управління Агентства з розшуку та менеджменту активів. Компанія оскаржила це рішення в суді.

##### Промінвестбанк
Фукса називали одним з найбільш імовірних покупців Промінвестбанку, підконтрольного російському Зовнішекономбанку. Антимонопольний комітет України отримав від Фукса клопотання щодо придбання більш ніж 25 % банку. Проте, бізнесмену не вдалося отримати погодження від НБУ.

##### Арешт коштів Київського метрополітену
7 червня 2018 року виконавець Департаменту державної виконавчої служби Мін'юсту України виніс постанову про арешт коштів Київського метрополітену. Всі гроші, які надходили в каси підприємства, стали зараховуватися на депозитний рахунок Мін'юсту або розрахунковий рахунок комунального підприємства в «УкрСиббанку» — до тих пір, поки з Київського метрополітену не буде в повному обсязі стягнуто борг в 1,83 млрд грн.
У серпні того ж року, заробивши на виплаті боргу, Фукс вийшов із проекту в зв'язку з «токсичністю» активу. Метрополітен програв всі судові інстанції, зумівши скоротити 42 млн грн пені. «Укррослізинг» придбала угорська інвестиційно-девелоперська компанія ODELUS-Construkt Kft, кінцевим бенефіціаром в якій є громадянин Австрії Уве Крістіан Ешнер. Ціна і інші деталі покупки не розголошувалися.

##### Панамські документи
Фукс фігурує в Панамських документах як власник компанії з Белізу Mildene Company Inc. Вона володіє ще двома компаніями — Dorchester International Inc. (Сент-Кіттс і Невіс) і Chesterfield International Limited (Кіпр). Які, в свою чергу, безпосередньо відповідно володіють ще 137 і 37 іншими компаніями з різних країн світу.

##### Судові справи
Фукс виграв позов до видання «Обозреватель», яким володіє сім'я бізнесмена Михайла Бродського, щодо захисту ділової репутації. Васильківський суд Київської області постановив стягнути на користь Фукса 1 млн грн як відшкодування моральної шкоди. Апеляційний суд Київської області зменшив цю суму до 300 тис. грн. Господарський суд Київської області прийняв до розгляду заяву про банкрутство ТОВ «Золота середина» через неможливість виплатити компенсацію.
19 липня 2022 року Фукс виграв суд у США проти лобіста Юрія Ванетика. Підставою було те, що Ванетик не надав обіцяні квитки на комплекс інавгураційних заходів президента США Дональда Трампа 2017 року, за які Фукс сплатив $200 000.

#### Рейтинги
Павло Фукс неодноразово потрапляв до рейтингу мільярдерів журналу «Фінанс». 2011 року він зайняв 150-е місце в рейтингу російських мільярдерів, з міткою 0* (створення бізнесу з нуля) і оцінкою капіталу в $0,74 млрд.
У 2017 році згідно з рейтингом українського журналу «Фокус» Павло Фукс зайняв 24 позицію в рейтингу 100 найбагатших людей України зі статком $270 млн.

### Громадська та благодійна діяльність

#### Меморіальний центр Голокосту «Бабин Яр»
Разом із іншими російськими олігархами Германом Ханом та Михайлом Фрідманом заснував проєкт Меморіального центру Голокосту «Бабин Яр» (МЦГБЯ). Разом вони пообіцяли інвестувати $100 млн у його створення. 19 березня 2017 року офіційно став членом Наглядової ради МЦГБЯ.
У 2021 році, після запровадження проти Фукса санкцій РНБО, МЦГБЯ заявив, що він тимчасово вийшов зі складу наглядової ради МЦГБЯ — з планами на повернення після зняття санкцій.

#### Благодійність
Разом із Романом Фуксом брав участь у реставрації храму цариці Тамари у Харкові, яким володіє РПЦвУ. За це отримав нагороди Московського патріархату та звання «Почесний громадянин Харкова».
Вручив Олімпійському чемпіону з фристайлу Олександру Абраменко та його тренеру Олімпійської збірної України Енверу Аблаєву сертифікати по $ 50 тис. за досягнення в Пхьончхані на ХХІІІ Олімпійських іграх.
У 2020 році перерахував 2,7 млн грн родинам загиблих та постраждалого в авікатастрофі під Чугуєвом літака з офіцерами і курсантами Харківського університету повітряних сил. Кожна сім'я отримала 100 тис. грн.

### Санкції

#### У Росії
В 2018 році Фукс назвав злочином анексію Криму та російську агресію на Донбасі.
1 листопада 2018 року було запроваджено російські санкції проти 322 громадян України, включаючи Павла Фукса.

#### В Україні
Рішенням РНБО від 18 червня 2021 року «Про застосування персональних спеціальних економічних та інших обмежувальних заходів (санкцій)» запроваджено санкції супроти бізнесменів Павла Фукса і Дмитра Фірташа, а також російських високопосадовців і олігархів. Секретар РНБО Олексій Данілов пояснив санкції проти Фукса причетністю до «Голден Деррік» — компанії в галузі газовидобування, що незаконно отримала відповідні ліцензії. Санкції було запроваджено щодо 538 фізичних та 540 юридичних осіб. Відповідний Указ Президента України про введення рішення в дію підписано та опубліковано 24 червня. Термін дії санкцій — три роки.
Фукс заперечив зв'язок із компанією «Голден Деррік» і назвав це «особистою помстою» Олексія Данілова. Оскільки той є «давнім партнером Михайла Бродського» (починаючи з членства у партії «Яблуко»), а дружина Данілова є бізнес-партнеркою сина Бродського — вони спільно володіють низкою фірм. Санкції РНБО Фукс пообіцяв оскаржити у суді. 2021 року видання «Обозреватель» програло Фуксу суд про захист ділової репутації щодо банкрутства ТОВ «Золота середина».
24 червня 2024 року Президент України своїм Указом ввів у дію нове рішення РНБО, яким санкції проти Фукса продовжено на 10 років.

### Стосунки з силовими структурами

#### Звернення ГУР МО щодо ЖК Oasis

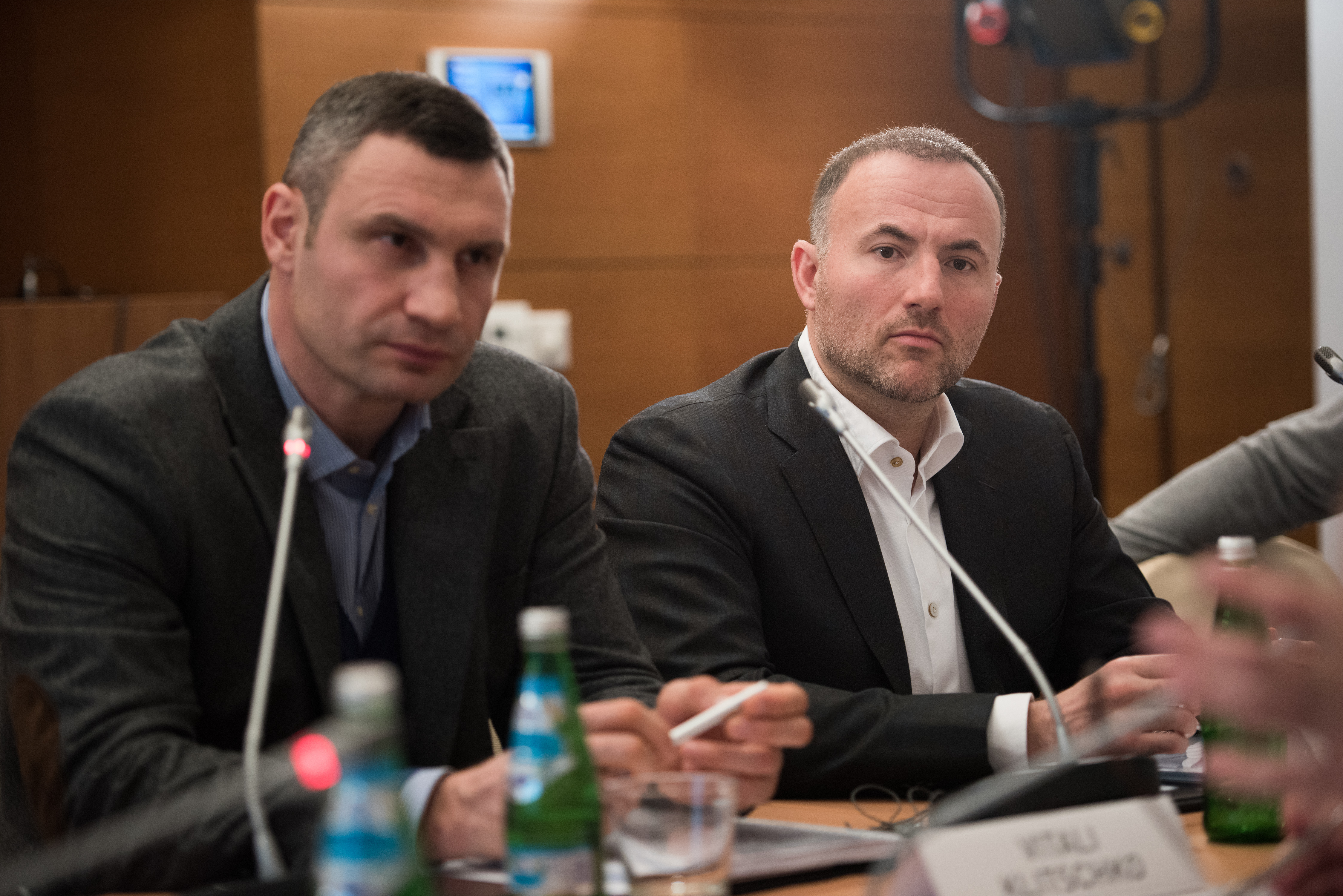
Київський мер Віталій Кличко та Фукс. Березень 2017

Наприкінці 2022 року керівник ГУР МО генерал-лейтенант Кирило Буданов звернувся до київського мера Кличка з проханням зупинити дію рішення Київради від 20 грудня 2016 року про передачу в оренду трьох земельних ділянок загальною площею понад 5 га на Рибальському півострові, де на замовлення підконтрольного Фуксу з 2017 року ТОВ «Інтерстрой груп» компанія bUd development зводить ЖК Oasis. Прохання очільника ГУР МО мотивувалося тим, що будівництво житлового комплексу здійснюється в безпосередній близькості від штаб-квартири його розвідувального органу, що «становить загрозу державній безпеці та може завдати шкоди національним інтересам України».
Попри таке обґрунтування звернення Кирила Буданова, а також розкриття у ньому даних російського паспорта Фукса, виданого вже після отримання громадянства України у 2017 році, і нагадування про запроваджені у червні 2021 року проти нього персональні санкції РНБО, станом на березень 2024 року рішення про передачу в оренду землі продовжувало діяти. Хоча будівельні роботи зупинилися ще в лютому 2022 року.

#### Підозра СБУ
16 травня 2023 СБУ повідомила Фуксу про підозру, його було викрито у масштабних фінансових махінаціях зі стратегічними підприємствами України та систематичному ухиленні від сплати податків, а також незаконному заволодінні з 2018 року активами українських компаній на понад 100 млрд грн.

### Громадянство
2021 року — після запровадження санкцій РНБО — Фукс заявив, що в Росії бізнес не веде, і 2017 року вийшов з громадянства РФ.
2019 року видання «Обозреватель» повідомило, що російське громадянство Фукса було збережено, а вже після отримання паспорта України він отримав і новий паспорт РФ. Дані отриманого 2017 року російського паспорта Фукса вказано у 2022 році очільником ГУР МО Кирилом Будановим у зверненні до київського міського голови Віталія Кличка щодо будівництва ЖК Oasis.

### Напередодні та з початку повномасштабного вторгнення РФ
За даними американського журналу Rolling Stone Павло Фукс напередодні повномасштабного вторгнення РФ до України платив жителям Харкова за малювання свастики на стінах. Що мало на меті створення інформаційного тла «нацифікованості» України перед вторгненням. Фукс заявив, що це «маячня».
Виїхав за межі України після початку бойовий дій 26 лютого 2022 року без пред'явлення закордонного паспорту на державному кордоні. Тому згідно баз даних він нібито досі перебуває в Україні. «Мав забезпечити безпеку трьох дітей», — сказав Фукс у коментарі УП. За даними Ґардіан Фукс отримав так звану золоту візу в 2012 році, а потім безстрокову посвідку на проживання у Великій Британії в 2017 році. 
За власними твердженнями, з початку повномасштабного вторгнення РФ до України Фукс передав $ 8,7 млн на підтримку ЗСУ, ТРО, Національної гвардії та на допомогу родинам загиблих і постраждалих українських військових. «Благодійний фонд Павла Фукса» роздає гарячу їжу в Харкові, Ізюмі, Балаклії, Куп'янську та інших містах Харківської області.

## Нагороди, почесні звання

### Нагороди Московського патріархату
- Орден преподобного Нестора Літописця I ст. (УПЦ МП)[джерело?]
- Орден преподобного Сергія Радонезького III ст. (РПЦ)[джерело?]

### Почесний громадянин Харкова
6 серпня 2014 року Харківська міська рада присвоїла звання «Почесний громадянин Харкова» двом громадянам РФ — Павлові Фуксу та бізнесменові та сенатору Олександру Шишкіну, який підтримав анексію Росією Криму і військове вторгнення до України. Кандидатури обох було внесено тодішнім проросійським міським головою Харкова Геннадієм Кернесом з подачі церкви Московського патріархату — як меценатам будівництва її храмів у Харкові.
Рішення міськради було прийняте попри протести громадськості, яка пікетувала її засідання — завдяки тому, що більшість депутатів належали до фракції згодом забороненої в Україні проросійської «Партії регіонів». Після невдалого голосування за виключення росіян зі списку почесних громадян опозиція у Харківській міськраді оскаржила присвоєння звання Фуксу і Шишкіну у прокуратурі.
За протестом прокурора Харкова рішення Харківської міськради було спершу призупинене, а згодом скасоване у судовому порядку. Проте у грудні 2014 року міськрадою виграно апеляцію. Кілька років тривала судова тяганина, яка — після набуття Фуксом громадянства України — почала стосуватися тільки Шишкіна.
У березні 2017 року Дзержинський районний суд Харкова задовольнив позов прокуратури і позбавив Олександра Шишкіна звання почесного громадянина. У квітні того ж року законність рішення суду першої інстанції підтвердив Харківський апеляційний адміністративний суд. Остаточним рішенням Касаційного адміністративного суду у складі Верховного Суду від 6 лютого 2019 року касаційну скаргу Харківської міськради залишено без задоволення, а судові рішення про позбавлення звання почесного громадянина Харкова російського бізнесмена і колишнього сенатора Олександра Шишкіна залишено в силі.
До моменту позбавлення звання Шишкін отримував щомісячну стипендію в розмірі 16 тисяч гривень з міського бюджету Харкова, а також входив до Ради почесних громадян міста. Після введення санкцій РНБО проти Фукса постало питання, чи перебуває він у статусі почесного громадянина і чи отримує довічну стипендію (розмір якої станом на 2023 рік складає вже 30 тисяч гривень). У відповідь на запит громадських активістів статус почесного громадянина Харкова для Павла Фукса було підтверджено.
У серпні 2023 року міський голова Харкова Ігор Терехов — у відповідь на закиди громадськості — погодився, що перелік почесних громадян міста необхідно переглядати. Проте «в умовах війни» дискусія про це мовляв «неможлива і непотрібна». Водночас Харківська міська рада відмовилася оприлюднювати інформацію щодо нарахування стипендій «почесним громадянинам». Після цього Павло Фукс оприлюднив заяву про те, що начебто ніколи не отримував коштів із бюджету міста у статусі «почесного громадянина Харкова». Проте цю інформацію неможливо ані довести, ані спростувати.